# Гравитомагнетизъм
Гравитомагнетизъм, наричан още гравитоелектромагнетизъм (GEM) е понятие, използвано за описване на измененията в гравитационно поле, въведено по аналогия с уравненията на Максуел за електромагнитно поле.
Уравненията за гравитомагнетизъм са валидни само при определени условия – като например за изолирани и бавно движещи се обекти.
Ако преформулираме познанията ни за гравитацията съгласно общата теория на относителността по логически път достигаме до съществуването на „инерционни сили“.
Тази сила по аналогия наричаме гравитомагнитна сила.
Аналогията се прави с движещи се електрически заряди, които създават магнитно поле. Върху всеки движещ се електрически заряд в магнитно поле действа сила, наричана електромагнитна сила или сила на Лоренц.
Основното следствие от гравитомагнитнитните сили е че свободнопадащ обект в близост до въртящ се масивен обект ще започне да се върти.
Ефектите от променливо гравитационно поле биват наричани още гравитомагнитни ефекти. Това са едни от последните предсказания на Общата Теория на Относителността. Провеждат се множество тестове в различни лаборатории по света в търсене на потвърждение за наличието и доказването на тези ефекти.

## Уравнения на гравитомагнетизма
Съгласно общата теория на относителността гравитационното поле, създавано от въртящ се обект или въртяща се система от маси и енергии, е аналогично на магнитното поле в класическата електродинамика.
Започвайки от уравненията на Айнщайн за полето и при зададени ограничения за слабо гравитационно поле или плоско времепространство, по аналогия на уравненията на Максуем могат да се изведат следните уравнения, наричани уравнения на гравитомагнетизма:
{\displaystyle \nabla \cdot \mathbf {E} =-4\pi G\rho \ }
{\displaystyle \nabla \cdot \mathbf {B} =0\ }
{\displaystyle \nabla \times \mathbf {E} =-{\frac {1}{c}}{\frac {\partial \mathbf {B} }{\partial t}}\ }
{\displaystyle \nabla \times \mathbf {B} ={\frac {1}{c}}\left(-4\pi G\mathbf {J} +{\frac {\partial \mathbf {E} }{\partial t}}\right)={\frac {1}{c}}\left(-4\pi G\rho \mathbf {v} _{\rho }+{\frac {\partial \mathbf {E} }{\partial t}}\right)\ }
Където:
- E е интензитет на гравитационно поле, (наричано още гравитоелектрическо  по аналогия с електрическото поле);
- B е гравитомагнитно поле;
- ρ е плътност на масата (вместо плътност на зарядите плътност на заряда);
- vρ е скорост на потока от маса/ енергия генериращ гравитационното поле;
- J е плътност на движещата се маса плътност на потока от маса (J = ρ vρ);
- G е гравитационна константа;
- c скорост на разпространение на гравитацията (съгласно ОТО

тази скорост е равна на скоростта на светлината).
За материална точка със сравнително малка маса m гравитомагнитната сила на Лоренц
{\displaystyle \mathbf {F} _{m}=m\left(\mathbf {E} +{\frac {\mathbf {v} _{m}}{c}}\times 2\mathbf {B} \right)}.
където:
- m е масата на материалната точка;
- vm е моментната скорост на материалната точка;

В гравитоелектомагнитните (ГЕМ) уравнения навсякъде B се умножава по 1/2 – коефициент, липсващ при уравненията на Максуел. Този коефициент е ненужен когато уравнението се умножава по 2. Коефициентите 2 и 1/2 се появяват защото ефективния гравитомагнитен заряд е два пъти по-голям от статичния гравитационен заряд. (Гравитомагнитното поле е със спин 2.) За полета със спин 1 като електромагнитното поле магнитния заряд е равен на електрическия заряд

## Сравнение между гравитомагнетизъм и електромагнетизъм
Гореописаните уравнения до голяма степен наподобяват Уравненията на Максуел за вакуум, записани в SI мерни единици.
| Уравнения на Максуел |
| {\displaystyle \nabla \cdot \mathbf {E} =4\pi \rho }                                                                                |
| {\displaystyle \nabla \cdot \mathbf {B} =0}                                                                                         |
| {\displaystyle \nabla \times \mathbf {E} =-{\frac {1}{c}}{\frac {\partial \mathbf {B} }{\partial t}}}                               |
| {\displaystyle \nabla \times \mathbf {B} ={\frac {1}{c}}\left({\frac {\partial \mathbf {E} }{\partial t}}+4\pi \mathbf {J} \right)} |

Нека да запишем горните уравнения в единици на Планк и така елиминираме G и c от двете страни на уравненията, нормализирайки ги към единица. Така двете системи с уравнения стават идентични, но разликата е в знака минус, предшестващ 4π в уравненията за гравитомагнетизъм. Двата минусови знака произтичат от различието между гравитация и електромагнетизъм:
Електростатичните и магнитни сили създават сила на привличане или на отблъскване между зарядите, докато гравитационните сили създават винаги сила на привличане.
По този начин уравненията за гравитомагнетизъм представляват видоизменение на Уравненията на Максуел за гравитацията с тази разлика че заместваме заряда и плътността на заряда с маса и плътност на масата.
Таблицата по долу обобщава казаното дотук:
| Общ вид на уравненията на Максуел и Гравитомагнетизма записани в единици на Планк. |
| {\displaystyle \nabla \cdot \mathbf {E} =\iota 4\pi \rho } {\displaystyle \nabla \cdot \mathbf {B} =0} {\displaystyle \nabla \times \mathbf {E} =-\partial \mathbf {B} /\partial t} {\displaystyle \nabla \times \mathbf {B} =\iota 4\pi \mathbf {J} +\partial \mathbf {E} /\partial t} |
| {\displaystyle \iota } = 1 (Maxwell) или -1 (GEM). |

Множителят 4π се появява както в уравненията на гравитомагнетизма, така и в уравненията на Максуел, защото единиците на Планк нормализират G и 1/(4πε0) към 1, но не и 4πG и 1/ε0.